# بريجيت بابتيست
بريجيت بابتيست (بالإسبانية: Brigitte LG Baptiste)‏ هي أحيائية كولومبية، ولدت في 23 أكتوبر 1963 في بوغوتا في كولومبيا.